# Elkmont (Tennessee)
Pour l’article homonyme, voir Elkmont (Alabama).
Elkmont est une région située dans la haute vallée de la Little River, dans les Great Smoky Moutains, dans le comté de Sevier, dans le Tennessee. Tout au long de son histoire, la vallée a abrité une communauté pionnière des Appalaches, une ville forestière et une communauté de villégiature